# Iglevattnet (Hjärtums socken, Bohuslän)
Iglevattnet är en sjö i Lilla Edets kommun i Bohuslän och ingår i Göta älvs huvudavrinningsområde.